# Fond d'Or Bay
Fond d'Or Bay är en vik i Saint Lucia. Den ligger i kvarteret Dennery, i den östra delen av landet norr om Dennery.